# Grotta Paglicci
Grotta Paglicci è una grotta, un sito archeologico situata in località Paglicci nel comune di Rignano Garganico in Puglia.

## Scoperta
Il sito archeologico fu individuato dal dott. Michele Bramante (proprietario del fondo agricolo in cui si trova), che fu il primo a segnalarlo. A seguito dell’interessamento di varie università ed enti museali vennero eseguite alcune campagne di scavo negli anni '60, e in seguito iniziarono le lunghe ricerche ad opera dell’Università di Siena. In particolare, gli scavi furono diretti per molti anni dal prof. Arturo Palma di Cesnola] (1971-2001).

## Descrizione
All’interno della grotta sono stati rinvenuti migliaia di reperti comprendenti industrie litiche, resti faunistici, resti umani e oggetti d’arte mobiliare, ossa e pietre decorate con incisioni. Inoltre nella parte più interna della grotta sono state ritrovati disegni di calli e mani, un raro esempio di pittura parietale paleolitica in Italia. 
Nel sito sono state rinvenute due sepolture gravettiano risalenti a circa 30.000 anni dal presente; nel 1971 fu recuperato il cranio di una ragazza di circa 12-13 anni, e nel 1988 l'omero e l'anca di una donna di circa 25 anni di età, entrambe con un ricco corredo, tra i più antichi individui della specie Homo sapiens in Europa.
I reperti fossili delle due donne, classificati come Paglicci-12 e Paglicci-25, sono stati sottoposti ad analisi genetiche del DNA che hanno concluso che si trattava di individui dei primi esseri umani moderni europei (EEMH, da European early modern humans in inglese), con tracce genetiche dell'aplogruppo mitocontriale N, osservato in diversi campioni provenienti dal Vicino Oriente; questa circostanza supporta la teoria della diffusione degli EEHM lungo le coste del Mediterraneo a partire dal Vicino Oriente.  
Tra i resti ritrovati, anche quelli del più antico cane domestico vissuto in Italia, risalente ad un periodo tra 20 000 e 14 000 anni dal presente (BP-Before Present in inglese), oltre ad un pestello di circa 32 000 fa con granuli di amido che gettano luce sulla componente vegetale della dieta del tempo. 
Il complesso stratigrafico della grotta, complessivamente 24 livelli dal  39 000  a  13 300  anni BP, compre un arco temporale che parte dall'ultimo aurignaziano, passando per tutte le fasi del gravettiano e dell'epigravettiano.

## Storia
La grotta ha avuto una vita travagliata, sia per gli eventi geo-ambientali, sia per l’intervento umano sconsiderato. Difatti la composizione carsica e la posizione geografica, in piena esposizione su un vallone, e gli eventi sismici di cui è ricca la zona, hanno esposto la grotta all’erosione, e a fenomeni franosi.
A quanto suddetto si va ad aggiungere il fattore umano legato a miti e tradizioni locali. Infatti, si riteneva che in questa grotta un brigante del posto, tal Gabriele Galardi soprannominato “Jalarde”, avesse nascosto il suo tesoro. Per questo motivo alcuni cercatori di tesori hanno effettuato nel sito scavi disastrosi ed eseguito addirittura demolizioni con l’esplosivo distruggendo parte del deposito e favorendo i fenomeni franosi.
La grotta si è riuscita a salvare solo grazie alla caparbia ed ostinata difesa da parte dei proprietari ed all’interessamento del Prof. Raffaello Battaglia dell’Università di Padova, del paletnologo Francesco Zorzi direttore del Museo Civico di Storia Naturale di Verona, con il suo collaboratore Franco Mezzena, a cui si devono le prime scoperte ed individuazione delle pitture parietali, del geologo Angelo Pasae del professore Fiorenzo Mancini dell’Università di Firenze.